# Nannizzia corniculata
Nannizzia corniculata är en svampart som beskrevs av Takashio & De Vroey 1982. Nannizzia corniculata ingår i släktet Nannizzia och familjen Arthrodermataceae.   Inga underarter finns listade i Catalogue of Life.